# Sgùrr nan Each
Der Sgùrr nan Each ist ein als Munro eingestufter, 923 m (3.028 ft) hoher Berg in den schottischen Highlands. Sein gälischer Name kann in etwa mit Spitze der Pferde übersetzt werden. Er ist einer von zehn Munros in der Berggruppe der Fannichs, gut 50 Kilometer nordwestlich von Inverness.
In der Hauptkette der Fannichs befindet sich der Sgùrr nan Each am südwestlichen Ende des Hauptgrats. Er liegt südlich des Sgùrr nan Clach Geala, der mit 1.093 m (3.586 ft) der zweithöchste Munro der Fannichs ist. Wie dieser fällt der Sgùrr nan Each nach Osten mit steilen, felsdurchsetzten Flanken in das tief eingeschnittene Coire Mòr ab. Direkt nördlich des Gipfels fällt der schmale und steile Nordgrat zum auf etwa 815 m Höhe liegenden Sattel Cadha na Guite ab. Östlich davon fällt das steile und felsige Coireag Cadh a’ Bhocain ab, auf der Westseite fällt der Grat etwas weniger steil ab. Nördlich des Sattels setzt sich der Hauptgrat der Fannichs nach Norden zum Sgùrr nan Clach Geala fort. Westlich des Sattels fällt der Sgùrr nan Each in das Fliuch Choire ab, dessen Talschluss im Norden ein auf etwa 550 m Höhe liegender Bealach ist. Westlich davon schließt sich der 999 m (3.278 ft) hohe Sgùrr Breac an, einer der abseits der Hauptkette der Fannichs liegenden Munros. Die Westseite des Sgùrr nan Each ist weniger durch felsige Strukturen geprägt, weist aber teils ebenfalls relativ steile Partien auf. Nach Süden führt der Grat vom durch einen Cairn markierten Gipfel zunächst in den Sattel Cadha Dearg Mòr auf etwa 810 m Höhe, diesem vorgelagert ist der 868 m (2.848 ft) hohe Vorgipfel Sgùrr a’ Chadha Dheirg. Nach Westen besitzt der Sgùrr nan Each in diesem Bereich auf etwa 700 m Höhe ein breites Zwischenplateau, das nach Westen und Süden dann wieder steiler bis an die Ufer von Loch Fannich abfällt.

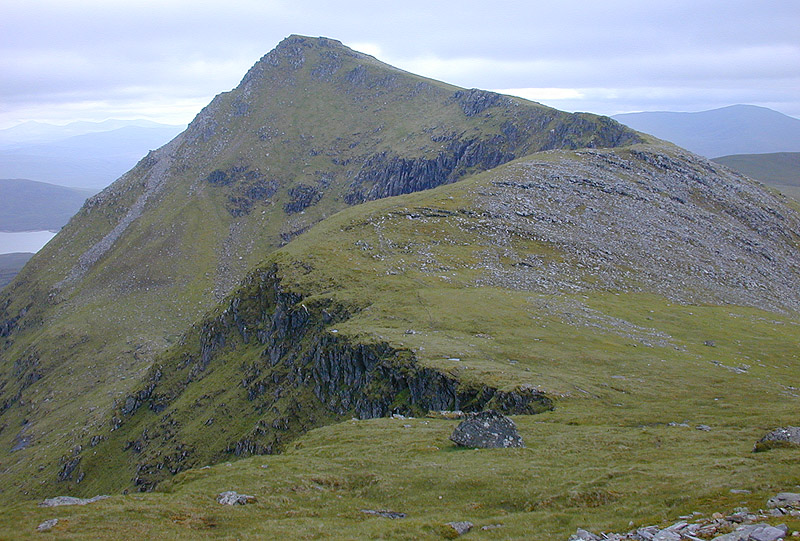
Der Nordgrat des Sgùrr nan Each, aus dem Cadha na Guite gesehen.
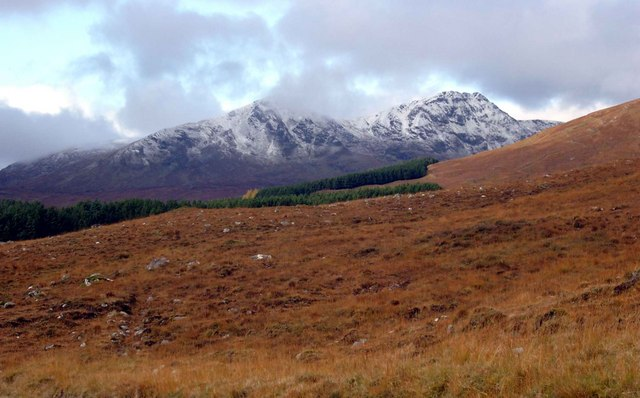
Der Sgùrr nan Each von Südwesten aus gesehen, rechts der Hauptgipfel, links der Vorgipfel Sgùrr a’ Chadha Dheirg
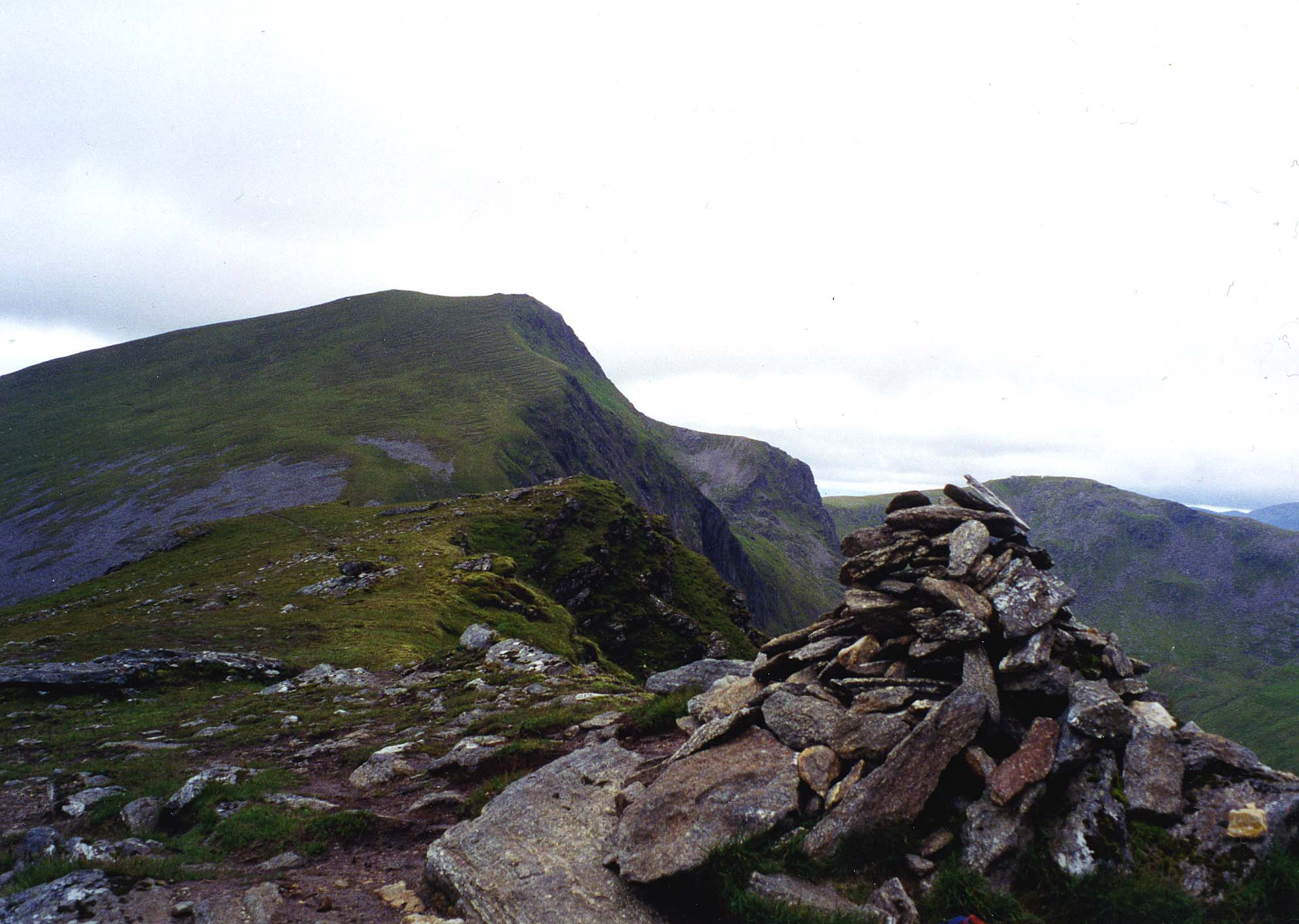
Der Gipfelcairn des Sgùrr nan Each, Blick nach Norden auf den benachbarten Sgùrr nan Clach Geala
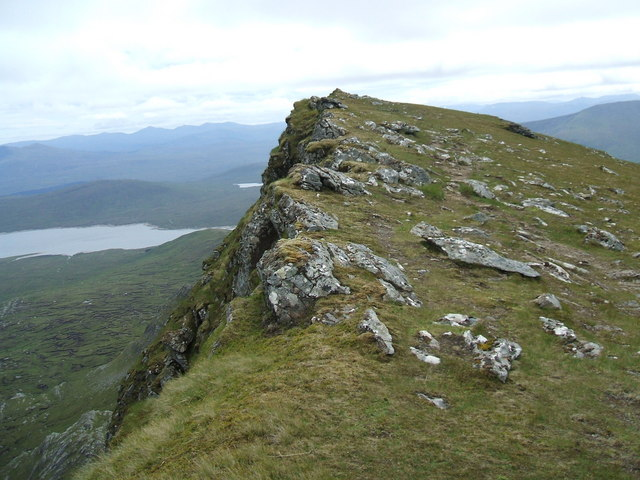
Der Gipfelbereich des Sgùrr nan Each von Norden, im Hintergrund der Loch Fannich

Die zentrale Kette der Fannichs liegt abseits öffentlicher Straßen und erfordert relativ lange Anstiege. Viele Munro-Bagger besteigen den Sgùrr nan Each im Rahmen einer Rundtour über weitere Munros der Bergkette, meistens über den Meall a’ Chrasgaidh und den Sgùrr nan Clach Geala. Ausgangspunkt für eine Besteigung des Sgùrr nan Each ist ein Abzweig von der A832 westlich von Braemore Junction in der Nähe des Ostendes von Loch a’ Bhraoin. Über Jagdpfade ist die Westflanke des Berges erreichbar. Ein Aufstieg führt weglos über die Westflanke des Meall a’ Chrasgaidh und dessen Gipfel, weiter über den Verbindungssattel zum Gipfel des Sgùrr nan Clach Geala bis zum Cadha na Guite und weiter über den Nordgrat zum Gipfel. Alternativ ist auch über den Sattel zwischen Sgùrr nan Clach Geala und Sgùrr Breac der Aufstieg zum Cadha na Guite möglich.